# 冯琳
冯琳（1999年10月29日—），浙江省嘉兴市海盐县人，中国大陆女主持人，中国共产党党员。她是庆祝中国共产党成立100周年大会朗诵员之一。

## 生平

### 家庭背景与学习经历
冯琳出生于嘉兴市海盐县，父亲冯波是海盐烟草公司职工，母亲叶红杰在海盐城西北路经营一家缝纫线店。冯琳就读海盐县向阳小学时，曾是学校的大队部大队长，每周一负责主持升旗仪式。在学校组织的建党90周年庆祝活动上，冯琳还参加了向党献词的朗诵表演。进入初中学习后，冯琳经常主持学校的各种文艺演出。高中时期，冯琳担任班里的团支书，经常参与学校和班级的各种文艺汇演，还参加了业余党校培训，同时也是学校“涵芬文学社”的成员，文学社还专门为她出过一期特刊。虽然冯琳在高一、高二阶段没有在主持领域展现才华，但直到高二暑假期间她便向班主任提出要报考播音主持专业，于是父母将她送往杭州进行了专业培训。冯琳早年也以主持人董卿为偶像。
2018年，冯琳以超过2018年一本线数十分的成绩被6所大学同时录取，最终选择中国传媒大学，以浙江省第二的成绩考入中国传媒大学播音与主持艺术专业。受到其亲友的影响，她于当年递交了入党申请书。2019年10月1日国庆70周年庆祝大会上，冯琳等55名中传播音主持艺术学院的学生参加群众游行活动。冯琳在校期间，还获得了中央广播电视总台的奖学金。
2022年7月，以82.8分的成绩获得复旦大学新闻学院专硕的推免资格，主攻新媒体传播。

### 职业经历
2021年，冯琳参加东方卫视主持人选拔活动《主播有新人》，最终获得“百视TV人气奖”。此后进入上海广播电视台东方卫视中心工作，作为东方卫视重点培养的新人，先后主持过多个晚会。同年7月1日，担任庆祝中国共产党成立100周年大会朗诵员，被网民评价为“最美领诵员”。同年12月，冯琳以“特邀讲述人”的身份主持北京卫视历史讲述节目《档案》。
2022年1月31日，参加2022年中央广播电视总台春节联欢晚会并与其他三名港澳台青年在大钟寺古钟博物馆参与零点敲钟仪式，同年2月担任2022年北京冬奥会火炬手，此后担任北京冬奥会张家口颁奖广场的中文播报员。
2023年，冯琳參與主持2023东方卫视春节晚会。同年，参加《中央广播电视总台2023主持人大赛》，其出镜片段于10月7日（第一期）播出。最终冯琳以97.359分的成绩位居该场第一名，晋级30强，在最终的总决赛中获得铜奖。

## 演出作品

### 主持节目
| 日期           | 频道     | 节目名称                              | 备注与参考     |
| -------------- | -------- | ------------------------------------- | -------------- |
| 2021年11月17日 | 东方卫视 | 第二十八届《东方风云榜》棒！音乐盛典  | 嘉宾主持       |
| 2021年12月     | 北京卫视 | 档案                                  | 特邀讲述人     |
| 2021年12月31日 | 东方卫视 | 梦圆东方·2022东方卫视跨年盛典         | [ 7 ]          |
| 2022年2月1日   | 东方卫视 | 春满东方点亮幸福·2022东方卫视春节晚会 | [ 14 ]         |
| 2022年7月      | 北京卫视 | 博物馆之城                            | [ 15 ]         |
| 2022年9月10日  | 东方卫视 | 朤月东方·中秋露营会                   | 月光主理人之一 |
| 2022年12月31日 | 东方卫视 | 梦圆东方2023东方跨年盛典              | [ 17 ]         |
| 2023年1月22日  | 东方卫视 | 春满东方兔年兔奋·2023东方卫视春节晚会 | [ 8 ]          |
| 2023年         | CCTV-6   | 佳片有约                              | 嘉宾主持       |
| 2023年9月29日  | 东方卫视 | 朤月东方·中秋奇遇夜                   | 月光主理人之一 |

### 参与综艺节目
| 年份   | 频道     | 节目名称                       | 备注与参考             |
| ------ | -------- | ------------------------------ | ---------------------- |
| 2021年 | 东方卫视 | 主播有新人                     | 最终获得“百视TV人气奖” |
| 2023年 | CCTV-1   | 中央广播电视总台2023主持人大赛 | 最终获得铜奖           |

## 社会活动
2021年7月1日，在庆祝中国共产党成立100周年大会担任朗诵员。同年11月9日，被浙江省消防救援总队受聘为浙江消防形象大使。2022年2月，担任2022年北京冬奥会火炬手，此后担任北京冬奥会张家口颁奖广场的中文播报员，同年4月被聘為海鹽文明大使。
2023年9月11日，冯琳担任杭州第19届亚运会火炬传递嘉兴站的第49棒火炬手。